# Кени Ричардс
Кени Ричардс (англ. Keni Richards, 1964, Голливуд, Калифорния — 12 апреля 2017) — американский музыкант, является самым известным в США ударником первых составов групп таких жанров, как хард-рок, глэм-метал, пауэр-поп, рок-группы Autograph в период, когда они ещё не выпустили совместных альбомов, и в 1990 году стал барабанщиком группы Dirty White Boy в жанре хеви-метал.

## В составеAutograph
В Autograph, задуманный первоначально в качестве сольного проекта Стива Планкетта, на место барабанщика Ричардса пригласил сам Планкетт, который играл с ним в коллективе John Doe. Дружба Ричардста с вокалистом группы Van Halen Дэвидом Ли Ротом привела к прорыву Autograph.
Вместе с группой записал три альбома. В 1987 году музыканты снялись в фильме «Каков отец, таков и сын» в роли самих себя. В 1988 году Autograph из-за разногласий расторгнул контракт со звукозаписывающей компанией RCA Records. В результате этого группа потеряла былую популярность. Вслед за клавишником Стивеном Ишамом музыкант также покинул Autograph.

## ПослеAutograph
После ухода из Autograph в 1994 году выступал в группе Dirty White Boy с гитаристом Эрлом Сликом, ранее игравшим с Дэвидом Боуи. Группа просуществовала недолго и выпустила единственный альбом Bad Reputation.
Тогда же у него возникли проблемы со здоровьем. После операции музыкант стал употреблять героин. В 1997 году он прошёл курс лечения от наркозависимости, во время которого увлекся рисованием.
Впоследствии занимался созданием картин для богатых людей.

## Фильмография
- Каков отец, таков и сын